# هووخشتره
هُووَخْشَتْرَه یا کیاکزاز(به پارسی باستان: hUvaxštra، اکدی: mÚ-ak-sa-tar و mUk-sa-tar، ایلامی: mÚ-ak-sa-tar, mUk-sa-tar و mÚ-ma-ku-iš-tar، فریگی باستان: Ksuwaksaros، یونانی: Kyaxárēs) سومین شاه ماد بود که در سال ۶۲۵ پیش از میلاد به سلطنت رسید و تا سال ۵۸۵/۴ پیش از میلاد حکومت کرد. قلمروی مادها در دوران حکومت هووخشتره از مرزهای جغرافیایی قومی خود فراتر رفت و بسیار گسترش یافت و به بزرگ‌ترین امپراتوری زمان خود تبدیل شد. امپراتوری هووخشتره در مغرب تا رود هالیس (قزل‌ایرماق) و در مشرق تا آمودریا یا سیردریا گسترده شده بود. برخی از پژوهشگران نام وی را برگرفته از دو واژه پارسی باستان «هو» (خوب) و «خشتره» (شاه) دانسته‌اند که در کل به معنی «پادشاه خوب» است. دربارهٔ زندگی هووخشتره منابع اندکی موجود است، که شامل منابع آشوری و رویدادنامه‌های بابلی، منابع یونانی به‌ویژه تاریخ هرودوت و گزارش‌هایی پراکنده از منابع یهودی می‌شود.
هووخشتره، نخست سکاها را که پس از مرگ پدرش فرورتیش بر ماد سلطه یافته‌بودند، شکست داد. پس از آن برای مقابله با آشوریان، نیروی نظامی مجهزی تشکیل داد؛ زیرا سربازان طوایفی که به‌همراه سرکردگان خود در هنگام جنگ به اردو می‌پیوستند، هرگز از عهدهٔ یک سپاه منظم برنمی‌آمدند. به همین خاطر ابتدا ارتش ماد را تجدید سازمان و نوسازی کرد و به جای تقسیمات سابق عشیرتی، آن‌ها را بر حسب نوع سلاح تقسیم‌بندی کرد و این خود استعداد جنگی آن‌ها را بسیار بالا برد. هووخشتره سپس با دولت بابل متحد شد و با نیروی نظامی خود به سوی سرزمین آشور حرکت کرد. در سال ۶۱۴ پیش از میلاد از کوه‌های زاگرس گذشت و ضمن تسخیر آبادی‌های آشوری سر راه، شهر آشور، پایتخت باستانی دولت آشور را در محاصره گرفت. پس از سقوط شهر آشور، نبوپَلَّسَر (پادشاه بابل) در شهر آشور به دیدار هووخشتره آمد و در آنجا پیمان دوستی ماد و بابل تجدید شد. در سال ۶۱۲ پیش از میلاد هووخشتره و نبوپلسر توانستند با حمله به نینوا (پایتخت آشوریان) و فتح آن، به عمر امپراتوری آشور خاتمه دهند.
پس از فتوحات و پیروزی‌های فراوان، هووخشتره این‌بار متوجه غرب و لیدیه و شهرهای تجاری یونان باستان در آسیای صغیر شد. وی با آلیات شاه لیدیه جنگید و توانست سرزمین‌های بالای رود هالیس را تصرف کند. جنگ بین مادها و لیدی‌ها سرانجام در سال ۵۸۵ پیش از میلاد مسیح به‌دلیل خورشیدگرفتگی ناگهانی پایان یافت و هووخشتره هم در همان سال یا سال بعد از آن درگذشت و پس از وی، پسرش ایشتوویگو به پادشاهی رسید و ۳۵ سال سلطنت کرد. بنا بر گفتهٔ ایگور دیاکونوف، آرامگاه هووخشتره در نقش‌برجسته قزقاپان، مقبره‌ای صخره‌ای در استان سلیمانیه در کردستان عراق است.

## منابع زندگانی هووخشتره

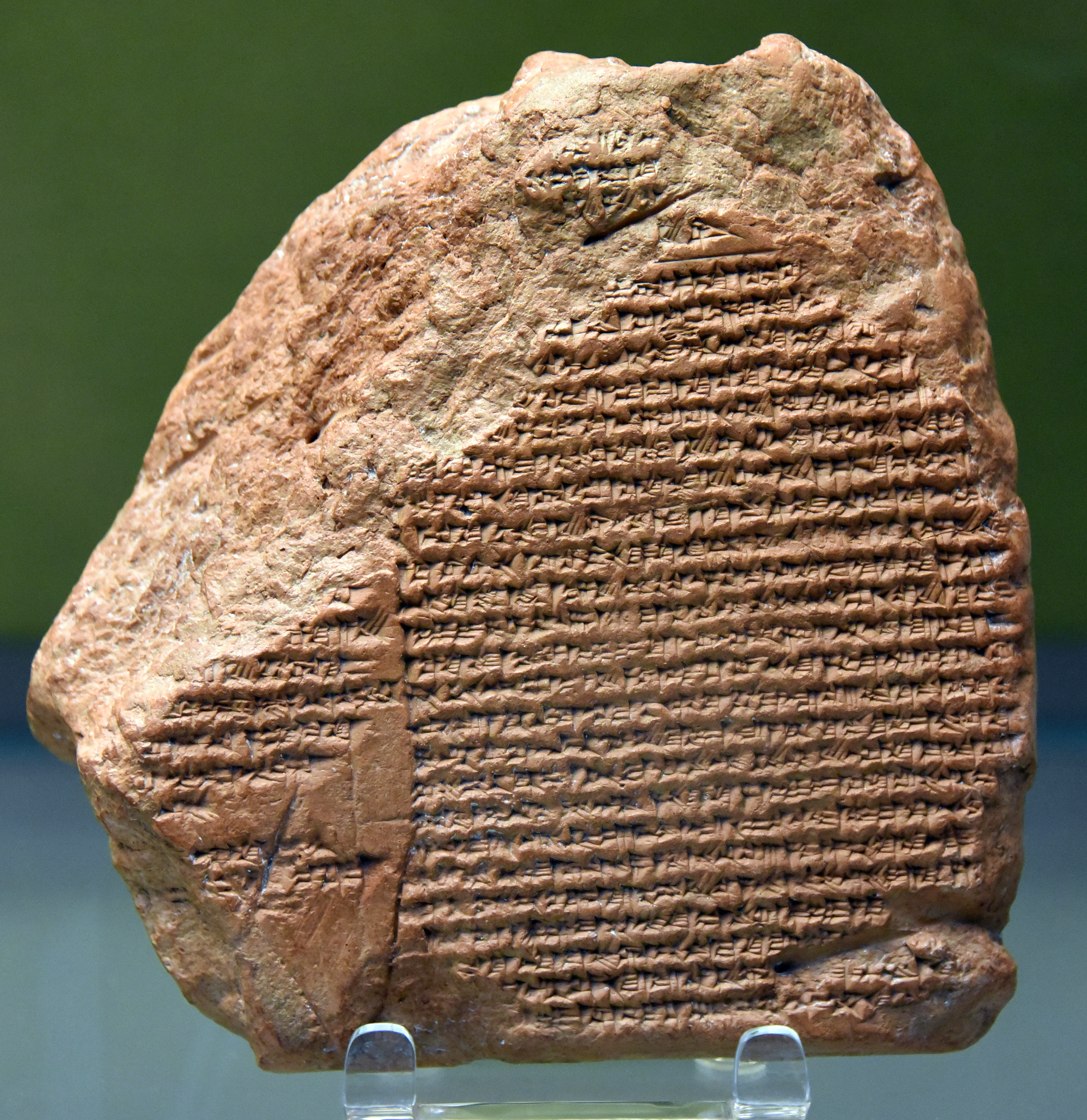
رویدادنامه نبونعید.

لوح آشوری کشف شده در شهر حصن کیفا استان باتمان ترکیه و ذکر نام هووخشتره ماد به عنوان پادشاه به صورت اوبَکیستِری شَر مَتَیَه

### ماد پیش از تأسیس پادشاهی

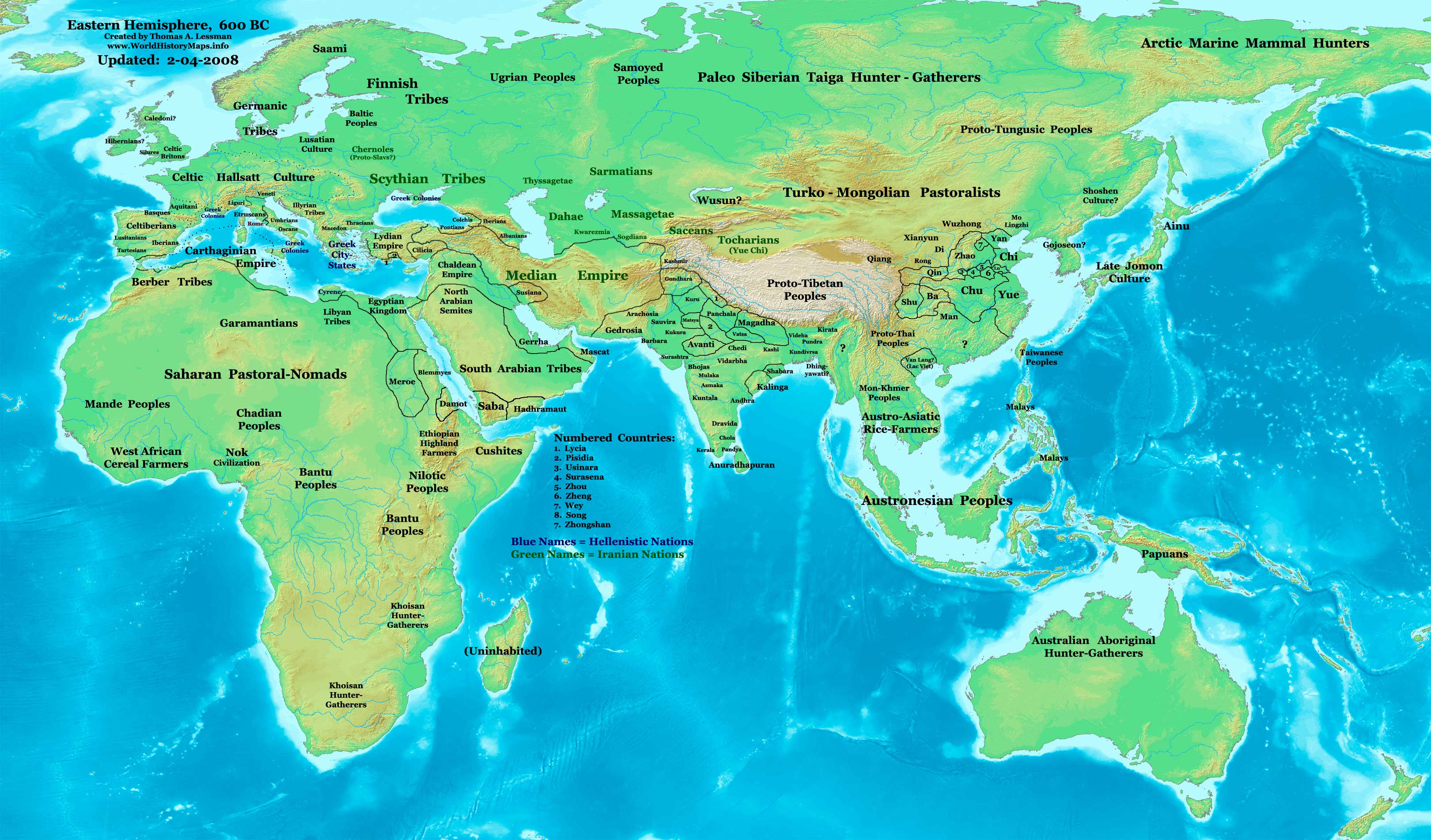
نقشهٔ پادشاهی ماد و دیگر قدرت‌های محلی در حدود سال ۶۰۰ پیش از میلاد.

## بیرون راندن سکاها

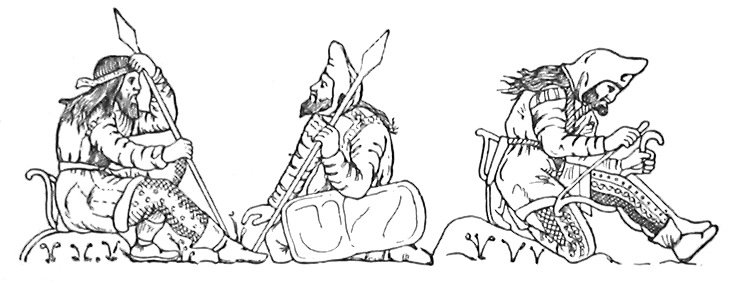
طرحی از سربازان سکایی که از روی یک پیاله کشیده شده‌است.

## جنگ با آشوریان

نقشهٔ امپراتوری آشور در خلال جنگ‌های آشور-بابل (۶۲۷–۶۰۹ پ. م)

### فتح آشور

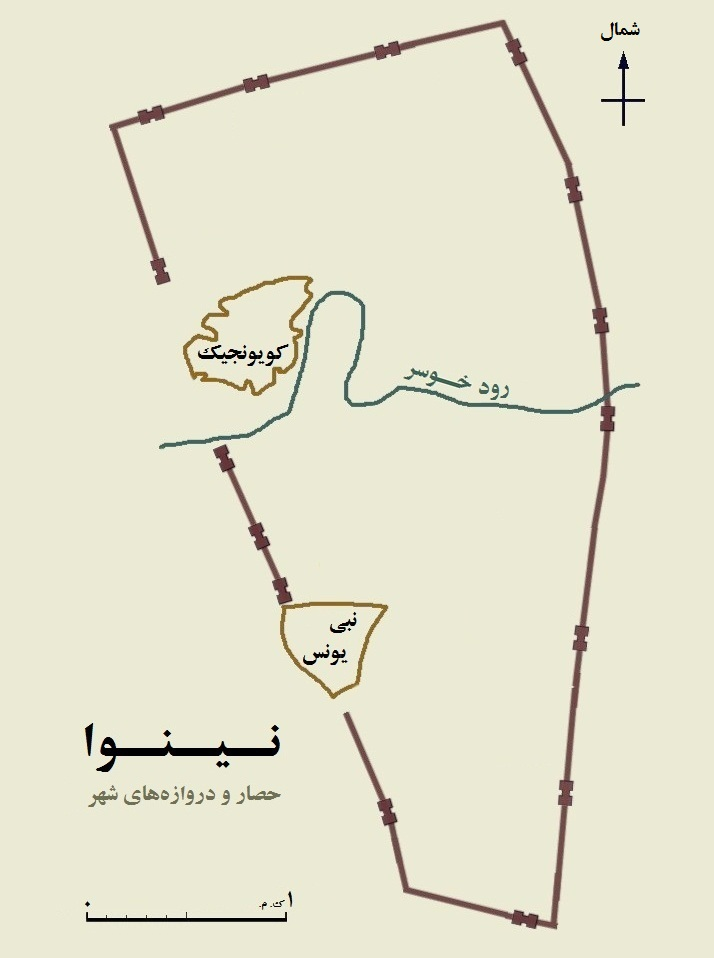
نمایی ساده از نینوای باستان به همراه موقعیت حصار و دروازه‌های شهر

## جنگ با لیدیه و مرگ

موقعیت لیدیه و مرز آن با پادشاهی ماد.

## آرامگاه

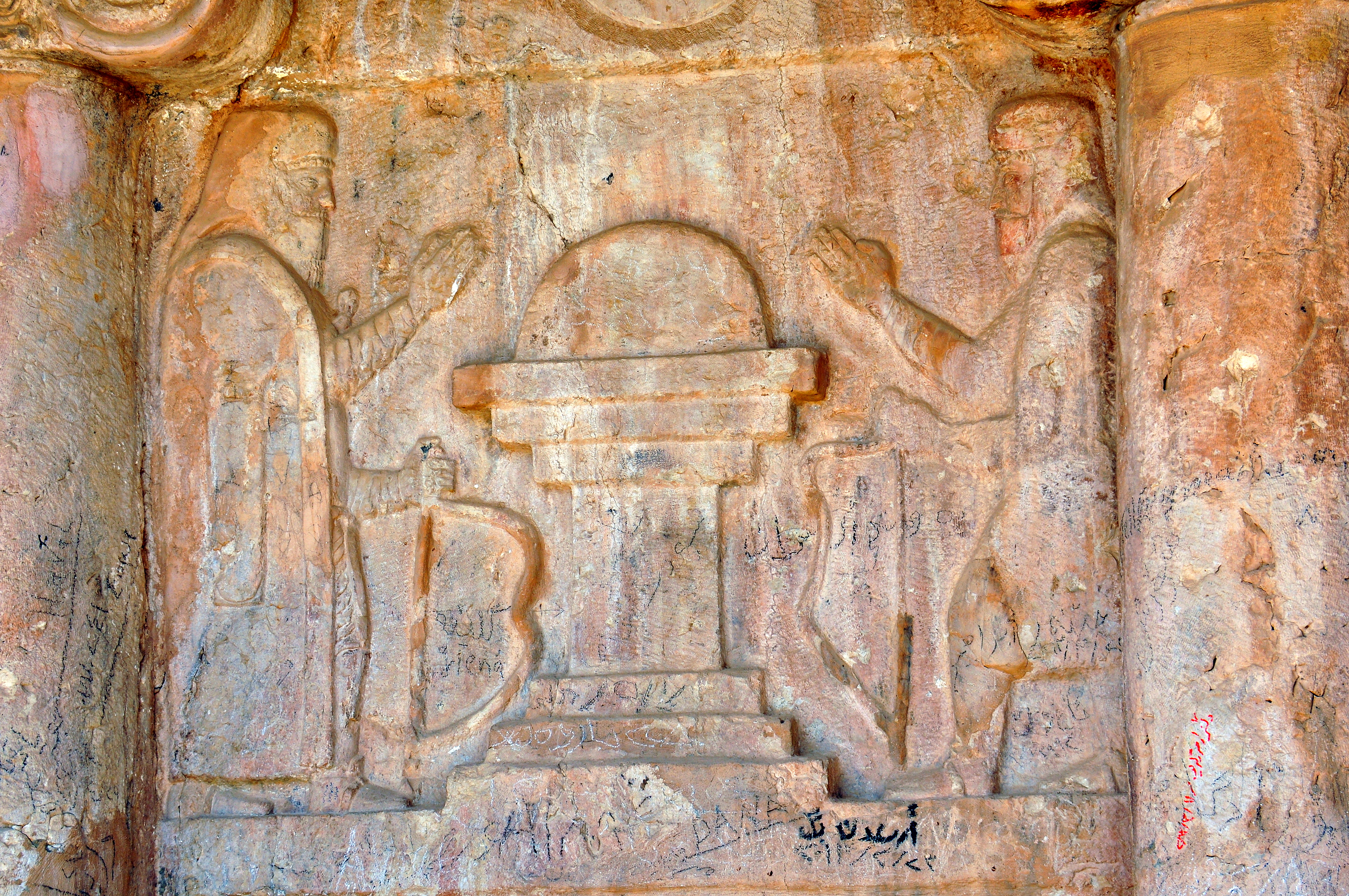
نقش‌برجستهٔ سردر گوردخمه قیزقاپان. به‌عقیدهٔ دیاکونوف، فرد سمت راست احتمالاً هووخشتره است.